# Bahnhof Dielsdorf

Der Bahnhof Dielsdorf ist ein an der Wehntalbahn liegender Bahnhof in Dielsdorf im schweizerischen Kanton Zürich.

## Geschichte
Die Bülach-Regensberg-Bahn nahm den Bahnhof Dielsdorf am 1. Mai 1865 als Endbahnhof der Strecke von Oberglatt in Betrieb. Die Schweizerische Nordostbahn übernahm den Bahnhof am 1. Januar 1877. Mit der Verlängerung der Strecke nach Niederweningen zum 12. August 1891 wurde er zum Zwischenbahnhof. Am 1. Januar 1902 ging der Bahnhof an die Schweizerischen Bundesbahnen über.
Die Schweizerischen Bundesbahnen kündigten 2024 an, aufgrund von niedriger Nachfrage das Reisezentrum per 1. Januar 2025 zu schliessen.

## Verkehr
Der Bahnhof wird von der S-Bahn Zürich bedient:
- S 15 Rapperswil – Uster – Zürich HB – Oberglatt – Niederweningen